# Peter Kilian (Schriftsteller)
Peter Kilian, eigentlich Fritz Schlumpf (* 5. März 1911 in Neuhausen am Rheinfall; † 2. Oktober 1988 ebenda) war ein Schweizer Arbeiterschriftsteller und -dichter.

## Leben
Peter Kilian – eigentlich Fritz Schlumpf – war Sohn des Fabrikarbeiters Heinrich Schlumpf und der Maria geborene Austel. Er wuchs mit seinen zwei Geschwistern in der Rheinstrasse in Neuhausen auf und ging dort zur Schule. Sein Pseudonym Peter Kilian nahm er aus Bewunderung für Jakob Bührer und dessen Roman Kilian an.
Um das Haushaltsgeld seiner Familie aufzubessern, arbeitete Kilian ab 14 Jahren in einer Fabrik und trug Zeitungen und Zeitschriften aus. In dieser Zeit nahm er an Demonstrationen und Protestveranstaltungen aufgrund der steigenden Arbeitslosigkeit teil und begann Gedichte an die Schaffhauser AZ zu senden. Anschliessend machte Peter Kilian eine Lehre im Neuhauser Laboratorium der Aluminium Industrie AG (AIAG) und zog mit 18 in den Kanton Wallis, als die Firma nach Chippis verlegt wurde.
Zwei Jahre später begab er sich auf Walz, die ihn auch nach Südfrankreich führte, bis er wegen der Weltwirtschaftskrise wieder zur AIAG zurückkehrte. Nach eigener Aussage war er halb Bauer, halb Arbeiter, halb Vagabund. Er heiratete die Italienerin Victoria-Maria Rosato und war Betriebsassistent eines Kupferbergwerks im Eifischtal. Als dieses nach Ende des Zweiten Weltkriegs den Betrieb einstellte, begann Kilian als freier Schriftsteller zu arbeiten und wohnte in einem Bauernhaus in Hemberg im Toggenburg. Damals musste er um jedes Honorar und jede Veröffentlichung kämpfen.
Später kehrte er nach Neuhausen zurück und war als Führer in Kunstausstellungen der Nachkriegszeit tätig. Zusätzlich hielt Kilian Vorträge und Vorlesungen, veröffentlichte Kurzgeschichten in sozialistischen sowie bürgerlichen Zeitungen wie etwa Der Bund oder Basler Nachrichten. Als er 1955 den Georg-Fischer-Preis der Stadt Schaffhausen erhielt, konnte Kilian sich von der feuilletonistischen Arbeit lösen und wollte sich grösseren Werken zuwenden. Er veröffentlichte noch einige Lyrikbändchen und Erzählungen, der Durchbruch gelang ihm jedoch nicht. Zu dieser Zeit pflegte er häufigen Kontakt mit der Autorin Ruth Blum.
Am 2. Oktober 1988 starb Peter Kilian und wurde in Neuhausen begraben. Zur Zeit seines Todes war er fast vergessen; der einzige Nachruf erschien in der AZ Schaffhausen.

## Künstlerisches Schaffen
1931 debütierte Kilian mit Versen aus Tag und Nacht. In den Kritiken werden die Gedichte als stürmisch und unbeholfen beschrieben, «wie sie einer schreibt, der schon manches gelesen, aber noch keine eigenen Töne gefunden hat».
Der 1937 erschienene Roman Die Brockengasse wurde ursprünglich für einen Arbeiterliteraturwettbewerb geschrieben und zeigt Kilian als «einfühlsamen Gestalter des Schicksals von einfachen, sozial benachteiligten Menschen». Manfred Bosch bezeichnet ihn als «erster Prosaversuch mit vielen darstellerischen, sprachlichen und stilistischen Mängeln», der aber gleichzeitig die soziale Realität authentisch zeigt. Der Roman dreht sich um den jungen Hilfsarbeiter Albin Steffen in den Jahren nach 1933 und die gesellschaftliche Krise zu der Zeit. Als ungewöhnlich für einen Arbeiterroman sieht Bosch die «eindringlich wirkende Sexualnot junger Menschen».
Seine Romane Romanze in Marseille (1953) und Der Schwarze (1954) handeln von seinen Wanderjahren in Südfrankreich, in Kleine Welt am Strom (1957) schildert Kilian autobiografisch seine Jugendzeit in Neuhausen. In seiner Zeit als freier Schriftsteller enthielten seine Bücher immer mehr humorvolle und unterhaltsame Elemente, etwa in Der Lügenbäcker oder Die Braut aus Westfalen. Kilian veröffentlichte auch volkskundliche Bücher wie Walliser Sagen und Der Blutschwur.
Kurt Bächtold schreibt über Peter Kilian: «Seinen besonderen Rang verdankt er nicht nur der Qualität seiner Werke, sondern auch seiner Herkunft aus der Arbeiterschaft. Neben Jakob Bührer ist er der Schaffhauser Arbeiterdichter.» Laut einer Redaktorin des Schweizerischen Jugendschriftenwerks taucht der Name Kilian nach 1971 nicht mehr beim Verlag auf. Da dort jedoch mehrere Titel veröffentlicht wurden, ist anzunehmen, «dass er bei den Kindern beliebt war und pro Titel mehrere Auflagen zu 20 000 Exemplaren gedruckt worden sind».

## Werke (Auswahl)
- Verse aus Tag und Nacht. Kreis-Verlag, Schaffhausen/Neuhausen 1931.
- Die Brockengasse. Verlag Oprecht, Zürich 1937.
- Walliser Sagen. Reinhardt, Basel 1946.
- Der Lügenbäcker. Gute Schriften, Basel 1951.
- Romanze in Marseille. Buchclub Ex Libris, Zürich 1953.
- Der Schwarze. Gute Schriften, Basel 1954.
- Kleine Welt am Strom. Eichen-Verlag, Arbon 1957.
- Die Braut aus Westfalen. Büchergilde Gutenberg, Zürich 1959.
- Der Blutschwur. Schweizerisches Jugendschriftenwerk. Zürich 1971.